# Coryanthes senghasiana
Coryanthes senghasiana är en orkidéart som beskrevs av Günter Gerlach. Coryanthes senghasiana ingår i släktet Coryanthes, och familjen orkidéer. Inga underarter finns listade i Catalogue of Life.